# Calamodontophis ronaldoi
Calamodontophis ronaldoi là một loài rắn trong họ Rắn nước. Loài này được Franco, De Carvalho Cintra & De Lema mô tả khoa học đầu tiên năm 2006.